# 透明细胞腺癌
透明细胞腺癌（英語：Clear cell adenocarcinoma, CCA），是一种非常罕见的阴道或子宫颈内的肿瘤，其经常与致癌药品己烯雌酚（diethylstilbestrol）有关——此类药品通常被错误用于避免流产及保育。

## 历史
在1938年至1971年期间，己烯雌酚这种人造雌性激素已经在美国境内使用超过上百万次。在国际上，它的使用甚至延续到20世纪80年代初。己烯雌酚经常被用于一类妇女为伴有流产史、或患有糖尿病、怀孕失血、先兆流产或早产。直到1950年中后期，一些妇女仍然在使用己烯雌酚注射液；此后，己烯雌酚被规定为药片制剂。己烯雌酚药片也通常加入产前维生素。在1960年后期至1971年之间，有一群年轻妇女，在他们青少年至20岁期间，被难以理解地诊断患有阴道透明细胞腺癌，此类疾病往往只有更年期以后的妇女才患有。医生于是诊断发现，此类妇女与他们在出生起母体注射己烯雌酚有联系，但是此类人群病发比较小，估计为一千女性中发生一例。

## 病理分析
己烯雌酚对患者的副作用危害周期很长。由于母体在妊娠期间服用己烯雌酚，其女儿被称为“己烯雌酚女孩”（DES Daughters）。四十或五十岁的“己烯雌酚女孩”患有阴道透明细胞腺癌的案例仍然出现。现在研究者将其病发的周期延长到后更年期。
而根据美国疾病控制与预防中心报告，因为透明细胞腺癌的患病风险，“己烯雌酚女孩”应当进行每年一次的例行妇科检查。这对于一般的例行检查更为重要，甚至包括“己烯雌酚女孩”已经做过子宫切除术。尽管子宫颈在手术中被摘除，但是阴道仍然可能会发生为阴道透明细胞腺癌；美国预防保健工作组甚至特别指出，“己烯雌酚女孩”应当进行每年的例行妇科检查。